# Férfi kalapácsvetés a 2013. évi nyári európai ifjúsági olimpiai fesztiválon
A 2013. évi nyári európai ifjúsági olimpiai fesztiválon az atlétikai versenyszámok közül a férfi kalapácsvetést július 17.-én rendezték Utrechtben.

## Döntő
| H     | Név                     | Nemzet           | 1     | 2     | 3     | 4     | 5     | 6     | E     | Mj |
| ----- | ----------------------- | ---------------- | ----- | ----- | ----- | ----- | ----- | ----- | ----- | -- |
| Arany | Halász Bence            | Magyarország     | 67.54 | X     | 66.82 | 74.63 | X     | X     | 74.63 |    |
| Ezüst | Hlib Piskunov           | Ukrajna          | 67.81 | 69.39 | X     | 69.44 | 66.97 | 67.93 | 69.44 |    |
| Bronz | Ville Jarvinen          | Finnország       | 65.07 | X     | 63.25 | 65.16 | 67.49 | 68.11 | 68.11 |    |
| 4.    | Petr Nekiporetc         | Oroszország      | 66.10 | 67.13 | X     | 64.15 | 67.45 | X     | 67.45 |    |
| 5.    | Tomas Vasiliauskas      | Litvánia         | 59.19 | 62.78 | 62.11 | 61.92 | 66.43 | 63.84 | 66.43 |    |
| 6.    | Adam Patrick King       | Írország         | X     | X     | 66.23 | 65.90 | X     | X     | 66.23 |    |
| 7.    | Tiziano Di Blasio       | Olaszország      | X     | 61.54 | 63.07 | 63.24 | 62.82 | 62.02 | 63.24 |    |
| 8.    | Elcins Vorobjovs        | Lettország       | 55.67 | 62.24 | X     | X     | X     | 59.16 | 62.24 |    |
| 9.    | Décio Gonçalves Andrade | Portugália       | 60.96 | X     | X     |       |       |       | 60.96 |    |
| 10.   | Mikhail Bryl            | Fehéroroszország | 56.48 | 60.29 | 58.79 |       |       |       | 60.29 |    |
| 11.   | Giorgi Oniani           | Grúzia           | 57.51 | 56.19 | X     |       |       |       | 57.51 |    |
| 12.   | Georg Kaspar Rani       | Észtország       | 55.31 | X     | -     |       |       |       | 55.31 |    |
| -     | Alexis Prodanas         | Görögország      | X     | X     | X     |       |       |       | -     | NM |
| -     | Huseyin Cumali          | Törökország      | X     | X     | X     |       |       |       | -     | NM |
| -     | Josef Egrt              | Csehország       | X     | X     | X     |       |       |       | -     | NM |